# Coupe du monde des clubs de handball 2010
Navigation
Édition 2007 Édition 2011
La Coupe du monde des clubs de handball 2010 est la quatrième édition de la Coupe du monde des clubs de handball organisée par la Fédération internationale de handball. Elle se déroule du 17 au 21 mai 2010 au Qatar pour la deuxième fois. Tous les matches sont joués à la salle «  Al-Gharafa Sports Club Hall » à Doha.

## Déroulement de la compétition
Le format du Championnat du monde des clubs, prévoit la division de six équipes en deux groupes, A et B. Les deux premières équipes de chaque groupe se qualifient pour les demi-finales (le premier du groupe A rencontre le deuxième du groupe B, et vice-versa). Les équipes classées troisième des groupes sont qualifiées pour un match de classement.
Les gagnants des demi-finales se disputent la victoire finale, tandis que les perdants s'affrontent pour la troisième place.

## Participants
| Club            | Pays      | Confédération | Titre                                |
| --------------- | --------- | ------------- | ------------------------------------ |
| BM Ciudad Real  | Espagne   | EHF           | Champion d'Europe // Tenant du Titre |
| UNOPAR Londrina | Brésil    | PATHF         | Champion d'Amérique                  |
| Al Sadd         | Liban     | AHF           | Champion d'Asie                      |
| Zamalek SC      | Égypte    | CAHB          | Champion d'Afrique                   |
| Southern Stars  | Australie | OCHF          | Champion d'Océanie                   |
| Al-Sadd SC      | Qatar     | AHF           | Hôte                                 |

## Phase de groupes

### Composition des groupes
| Groupe A - BM Ciudad Real - Zamalek SC - UNOPAR Londrina | Groupe B - Al-Sad - Al-Sadd SC - Southern Stars |

### Poule A
Classement
| Rang | Équipe          | Pts | G | N | P | BP | BC | Diff |
| ---- | --------------- | --- | - | - | - | -- | -- | ---- |
| 1    | BM Ciudad Real  | 4   | 2 | 0 | 0 | 68 | 41 | +27  |
| 2    | Zamalek SC      | 2   | 1 | 0 | 1 | 53 | 57 | +4   |
| 3    | UNOPAR Londrina | 0   | 0 | 0 | 2 | 48 | 71 | -23  |

|  | Qualifiée pour les demi-finales                                                                              |
|  | Éliminée |
|  | Pts points ; G victoires ; N nuls ; P défaites BP buts marqués ; BC buts encaissés ; Diff différence de buts |

Matches
| 17 mai 2010 17 h 45 | BM Ciudad Real   | 28 - 22   | Zamalek SC        | Aspire Dome, Doha Affluence : 1 500 Arbitrage : Lazaar, Reveret |
| 17 mai 2010 17 h 45 | Petar Metličić 5 | (17 - 13) | Ahmed El Ahmar 10 | Aspire Dome, Doha Affluence : 1 500 Arbitrage : Lazaar, Reveret |
| 17 mai 2010 17 h 45 | ×3 ×2            |           | ×3 ×4             | Aspire Dome, Doha Affluence : 1 500 Arbitrage : Lazaar, Reveret |

| 18 mai 2010 17 h 45 | BM Ciudad Real            | 40 - 19  | UNOPAR Londrina  | Aspire Dome, Doha Affluence : 800 Arbitrage : Al Suwaidi, Bamatraf |
| 18 mai 2010 17 h 45 | Roberto García Parrondo 6 | (21 - 8) | Renato Mazzoco 3 | Aspire Dome, Doha Affluence : 800 Arbitrage : Al Suwaidi, Bamatraf |
| 18 mai 2010 17 h 45 | ×2 ×1                     |          | ×3 ×1            | Aspire Dome, Doha Affluence : 800 Arbitrage : Al Suwaidi, Bamatraf |

| 19 mai 2010 17 h 45 | Zamalek SC        | 31 - 29   | UNOPAR Londrina                  | Al-Gharafa Sports Club Hall, Doha Arbitrage : Karbas Chi, Elsayed |
| 19 mai 2010 17 h 45 | Ahmed El Ahmar 10 | (15 - 15) | Renato Mazzoco, Luiz Bortolini 7 | Al-Gharafa Sports Club Hall, Doha Arbitrage : Karbas Chi, Elsayed |
| 19 mai 2010 17 h 45 | ×3                |           | ×3                               | Al-Gharafa Sports Club Hall, Doha Arbitrage : Karbas Chi, Elsayed |

### Poule B
Classement
| Rang | Équipe         | Pts | G | N | P | BP | BC | Diff |
| ---- | -------------- | --- | - | - | - | -- | -- | ---- |
| 1    | Al-Sadd SC     | 4   | 2 | 0 | 0 | 66 | 35 | +31  |
| 2    | Al Sadd        | 2   | 1 | 0 | 1 | 51 | 49 | +2   |
| 3    | Southern Stars | 0   | 0 | 0 | 2 | 35 | 68 | -33  |

|  | Qualifiée pour les de finales                                                                                |
|  | Éliminée |
|  | Pts points ; G victoires ; N nuls ; P défaites BP buts marqués ; BC buts encaissés ; Diff différence de buts |

Matches
| 17 mai 2010 19 h 45 | Al-Sadd SC       | 30 - 19   | Al Sadd           | Aspire Dome, Doha Affluence : 800 Arbitrage : Karbas Chi, Elsayed |
| 17 mai 2010 19 h 45 | Kiril Lazarov 12 | (15 - 10) | Zoran Roganović 6 | Aspire Dome, Doha Affluence : 800 Arbitrage : Karbas Chi, Elsayed |
| 17 mai 2010 19 h 45 | ×3               |           | ×2 ×3             | Aspire Dome, Doha Affluence : 800 Arbitrage : Karbas Chi, Elsayed |

| 18 mai 2010 19 h 45 | Al-Sadd SC          | 36 - 16  | Southern Stars                      | Aspire Dome, Doha Affluence : 1 000 Arbitrage : Coulibaly, Diabate |
| 18 mai 2010 19 h 45 | Marko Abdelrazek 10 | (16 - 8) | Havard Tonnessen, Kenneth Toerlen 4 | Aspire Dome, Doha Affluence : 1 000 Arbitrage : Coulibaly, Diabate |
| 18 mai 2010 19 h 45 | ×3 ×1               |          | ×3                                  | Aspire Dome, Doha Affluence : 1 000 Arbitrage : Coulibaly, Diabate |

| 19 mai 2010 19 h 45 | Al Sadd          | 32 - 19  | Southern Stars    | Aspire Dome, Doha Affluence : 1 000 Arbitrage : Al Suwaidi, Bamatraf |
| 19 mai 2010 19 h 45 | Petar Kapisoda 5 | (16 - 7) | Kenneth Toerlen 8 | Aspire Dome, Doha Affluence : 1 000 Arbitrage : Al Suwaidi, Bamatraf |
| 19 mai 2010 19 h 45 | ×3 ×4            |          | ×3 ×6             | Aspire Dome, Doha Affluence : 1 000 Arbitrage : Al Suwaidi, Bamatraf |

## Phase finale
|  | Demi-finales                | Demi-finales                |                        |    | Finale                      | Finale                      |
|  | Demi-finales                | Demi-finales                |                        |    | Finale                      | Finale                      |
|  |                             |                             |                        |    |                             |                             |
|  | 20 mai 16 h 45, Aspire Dome | 20 mai 16 h 45, Aspire Dome |                        |    | 21 mai 19 h 15, Aspire Dome | 21 mai 19 h 15, Aspire Dome |
|  | 20 mai 16 h 45, Aspire Dome | 20 mai 16 h 45, Aspire Dome |                        |    | 21 mai 19 h 15, Aspire Dome | 21 mai 19 h 15, Aspire Dome |
|  | BM Ciudad Real              | 41                          |                        |    | 21 mai 19 h 15, Aspire Dome | 21 mai 19 h 15, Aspire Dome |
|  | BM Ciudad Real              | 41                          |                        |    | 21 mai 19 h 15, Aspire Dome | 21 mai 19 h 15, Aspire Dome |
|  | Al Sadd                     | 18                          |                        |    | 21 mai 19 h 15, Aspire Dome | 21 mai 19 h 15, Aspire Dome |
|  | Al Sadd                     | 18                          | BM Ciudad Real         | 30 |                             |                             |
|  | 20 mai 18 h 45, Aspire Dome |                             | BM Ciudad Real         | 30 |                             |                             |
|  |                             | Al-Sadd SC                  | 25                     |    |                             |                             |
|  | Al-Sadd SC                  | Al-Sadd SC                  | 25                     | 27 |                             |                             |
|  | Al-Sadd SC                  |                             |                        | 27 |                             |                             |
|  | Zamalek SC                  | 23                          |                        |    |                             |                             |
|  | Zamalek SC                  | 23                          | Match pour la 3e place |    |                             |                             |
|  |                             |                             |                        |    |                             |                             |
|  | 21 mai 17 h 15, Aspire Dome |                             |                        |    |                             |                             |
|  |                             |                             |                        |    |                             |                             |
|  | Al Sadd                     | 22                          |                        |    |                             |                             |
|  | Al Sadd                     | 22                          |                        |    |                             |                             |
|  | Zamalek SC                  | 33                          |                        |    |                             |                             |
|  | Zamalek SC                  | 33                          |                        |    |                             |                             |

### Demi-finale
| 20 mai 2010 16 h 45 | BM Ciudad Real                              | 41 - 18  | Al Sadd           | Aspire Dome, Doha Arbitrage : Coulibaly, Diabate |
| 20 mai 2010 16 h 45 | Jérôme Fernandez, Roberto García Parrondo 8 | (21 - 8) | Denis Spoljaric 7 | Aspire Dome, Doha Arbitrage : Coulibaly, Diabate |
| 20 mai 2010 16 h 45 | ×3 ×1                                       |          | ×2 ×1             | Aspire Dome, Doha Arbitrage : Coulibaly, Diabate |

| 20 mai 2010 18 h 45 | Al-Sadd SC       | 27 - 23   | Zamalek SC       | Aspire Dome, Doha Affluence : 2 500 Arbitrage : Lazaar, Reveret |
| 20 mai 2010 18 h 45 | Kiril Lazarov 12 | (13 - 12) | Ahmed El Ahmar 8 | Aspire Dome, Doha Affluence : 2 500 Arbitrage : Lazaar, Reveret |
| 20 mai 2010 18 h 45 | ×3 ×7            |           | ×3 ×5            | Aspire Dome, Doha Affluence : 2 500 Arbitrage : Lazaar, Reveret |

### Petite finale
| 21 mai 2010 17 h 15 | Al Sadd          | 22 - 33  | Zamalek SC        | Aspire Dome, Doha Arbitrage : Karbas Chi, Elsayed |
| 21 mai 2010 17 h 15 | Petar Kapisoda 6 | (8 - 12) | Ahmed El Ahmar 13 | Aspire Dome, Doha Arbitrage : Karbas Chi, Elsayed |
| 21 mai 2010 17 h 15 | ×3 ×6            |          | ×3 ×5             | Aspire Dome, Doha Arbitrage : Karbas Chi, Elsayed |

### Finale
| 21 mai 2010 20 h 15 | BM Ciudad Real                | 30 - 25   | Al-Sadd SC       | Aspire Dome, Doha Affluence : 2 500 Arbitrage : Lazaar, Reveret |
| 21 mai 2010 20 h 15 | Jérôme Fernandez, Eric Gull 7 | (15 - 11) | Kiril Lazarov 12 | Aspire Dome, Doha Affluence : 2 500 Arbitrage : Lazaar, Reveret |
| 21 mai 2010 20 h 15 | ×5                            |           | ×4 ×5            | Aspire Dome, Doha Affluence : 2 500 Arbitrage : Lazaar, Reveret |

## Match de classement

### Match pour la5eplace
| 21 mai 2010 15 h 15 | UNOPAR Londrina                                    | 31 - 16  | Southern Stars    | Aspire Dome, Doha Affluence : 700 Arbitrage : Al Mutawa, Al Suwailam |
| 21 mai 2010 15 h 15 | Rodrigo Moraes, Wilson Fernandes, Rodolfo Moraes 5 | (16 - 8) | Kenneth Toerlen 6 | Aspire Dome, Doha Affluence : 700 Arbitrage : Al Mutawa, Al Suwailam |
| 21 mai 2010 15 h 15 | ×2 ×1                                              |          | ×3 ×1             | Aspire Dome, Doha Affluence : 700 Arbitrage : Al Mutawa, Al Suwailam |

## Classement final
| Rang | Club            | Nation    | Confédération | Prime     |
| ---- | --------------- | --------- | ------------- | --------- |
| 1    | BM Ciudad Real  | Espagne   | EHF           | 400 000 $ |
| 2    | Al-Sadd SC      | Qatar     | AHF           | 200 000 $ |
| 3    | Zamalek SC      | Égypte    | CAHB          | 150 000 $ |
| 4    | Al Sadd         | Liban     | AHF           |           |
| 5    | UNOPAR Londrina | Brésil    | PATHF         |           |
| 6    | Southern Stars  | Australie | OHF           |           |